# Tysklands förenade lag i olympiska sommarspelen 1956
Tyskland deltog i de olympiska sommarspelen 1956 i Melbourne/Stockholm med 158 deltagare och i 15 sporter.